# Lliga dels Pirineus d'handbol masculina 2008
Edició de la XII Lliga dels Pirineus d'handbol masculina de l'any 2008.
La competició es disputà al Pavelló Llandrius de Camprodon entre el 29 i el 31 d'agost del 2008.

## Primera Fase

### Grup A
| GRUP A               | Pts | PJ | PG | PE | PP | GF | GC | DG |
| -------------------- | --- | -- | -- | -- | -- | -- | -- | -- |
| Montpellier Handball | 4   | 2  | 2  | 0  | 0  | 35 | 31 | +4 |
| CAI BM Aragón        | 2   | 2  | 1  | 0  | 1  | 35 | 32 | +3 |
| USAM Nîmes           | 0   | 2  | 0  | 0  | 2  | 26 | 33 | -7 |

| 29 d'agost de 2008 - 16:00 | Montpellier Handball | 16-13 | USAM Nîmes | Camprodon |
| 29 d'agost de 2008 - 16:00 |                      |       |            | Camprodon |

| 29 d'agost de 2008 - 17:00 |       |               |           |
| USAM Nîmes                 | 13-17 | CAI BM Aragón | Camprodon |
|                            |       |               | Camprodon |

| 29 d'agost de 2008 - 18:00 |       |               |           |
| Montpellier Handball       | 19-18 | CAI BM Aragón | Camprodon |
|                            |       |               | Camprodon |

### Grup B
| GRUP B                | Pts | PJ | PG | PE | PP | GF | GC | DG  |
| --------------------- | --- | -- | -- | -- | -- | -- | -- | --- |
| Fraikin BM Granollers | 3   | 2  | 1  | 1  | 0  | 31 | 30 | +1  |
| FC Barcelona          | 2   | 2  | 1  | 0  | 1  | 38 | 28 | +10 |
| Toulouse Handball     | 1   | 2  | 0  | 1  | 1  | 29 | 40 | -11 |

| 29 d'agost de 2008 - 19:00 | Fraikin BM Granollers | 16-16 | Toulouse Handball | Camprodon |
| 29 d'agost de 2008 - 19:00 |                       |       |                   | Camprodon |

| 29 d'agost de 2008 - 20:00 |       |                     |           |
| Toulouse Handball          | 13-24 | FC Barcelona Borges | Camprodon |
|                            |       |                     | Camprodon |

| 29 d'agost de 2008 - 21:00 |       |                     |           |
| Fraikin BM Granollers      | 15-14 | FC Barcelona Borges | Camprodon |
|                            |       |                     | Camprodon |

## Semifinals
| 30 d'agost de 2008 - 17:00 | CAI BM Aragón | 17-26 | Fraikin BM Granollers | Camprodon |
| 30 d'agost de 2008 - 17:00 |               |       |                       | Camprodon |

| 30 d'agost de 2008 - 19:00 |       |                     |           |
| Montpellier Handball       | 26-28 | FC Barcelona Borges | Camprodon |
|                            |       |                     | Camprodon |

## Fase final
5è i 6è
| 30 d'agost de 2008 - 12:00 | USAM Nîmes | 31-21 | Toulouse Handball | Camprodon |
| 30 d'agost de 2008 - 12:00 |            |       |                   | Camprodon |

3r i 4t
| 31 d'agost de 2008 - 12:00 |       |                      |           |
| CAI BM Aragón              | 24-25 | Montpellier Handball | Camprodon |
|                            |       |                      | Camprodon |

FINAL
| 31 d'agost de 2008 - 16:30 |       |                     |           |
| Fraikin BM Granollers      | 37-23 | FC Barcelona Borges | Camprodon |
|                            |       |                     | Camprodon |

- Fraikin BM Granollers: Fredrik Ohlander, Marc Pujol (4), Ivan Raigal, Joan Cañellas (6, 2P), Aleksandar Svitlica (10, 1P), Davor Cutura (4), Salva Puig – set inicial -. Manel Pérez, Juan Andreu (1), Alejandro Pérez-Ortiz (3), Michael Apelgren (2), Álvaro Ferrer, Antonio García (1), Raúl Campos (4), David Resina (2).
- FC Barcelona Borges: Rodrigo Corrales, Alberto Miralles (5), Adrià Figueras, Cristian Ugalde (4), Laszlo Nagy (8), JJ Estévez (1), Álvaro Ruiz (2) – set inicial -. Gonzalo Pérez de Vargas, Carlos Molina, Ferran Guedea, David Vilella (2), Eric Gull (1), Aitor Ariño, Joan Saubich.

## Classificació final
| Classificació final | Classificació final   |
| ------------------- | --------------------- |
| 1r                  | Fraikin BM Granollers |
| 2n                  | FC Barcelona Borges   |
| 3r                  | Montpellier Handball  |
| 4t                  | CAI BM Aragón         |
| 5è                  | USAM Nîmes            |
| 6è                  | Toulouse Handball     |